# Antis
Antis è una township degli Stati Uniti d'America, nella contea di Blair nello Stato della Pennsylvania. Secondo il censimento del 2000 la popolazione è di 6.328 abitanti.

## Società

### Evoluzione demografica
La composizione etnica vede una maggioranza di quella bianca (99.00%), seguita da quella asiatica e dei nativi americani (0,17%) dati del 2000.
| township di Antis Popolazione |       |
| 2000                          | 6.328 |
| Stima al 2009                 | 6.519 |